# Kofan
Kofan é uma comuna rural do sul do Mali da circunscrição de Sicasso e região de Sicasso. Segundo censo de 1998, havia 8 264 residentes, enquanto segundo o de 2009, havia 10 236. A comuna inclui 1 cidade e 7 vilas.